# Cephalogonimoides sireni
Cephalogonimoides sireni är en plattmaskart. Cephalogonimoides sireni ingår i släktet Cephalogonimoides och familjen Cephalogonimidae. Inga underarter finns listade i Catalogue of Life.